# Dmitrij Ivanovics Sztratan
Dmitrij Ivanovics Sztratan (oroszul: Дмитрий Иванович Стратан, Lviv, 1975. január 24. –) olimpiai ezüst- és bronzérmes ukrán és orosz válogatott ukrán vízilabdázó.

## Pályafutása

### Klubcsapatokban
A mai Ukrajna területéhez tartozó Lviv városában született, felmenői révén rendelkezik orosz állampolgársággal is. Pályafutása során két évig Szlovéniában, egy évig pedig Franciaországban is játszott. Oroszországban a Sturm és a Volgográd színeiben szerepelt, végül visszavonulását követően az utóbbi városban telepedett le.

### A válogatottban
Az 1996-os, Barcelonában rendezett olimpián az ukrán válogatottal a 12. helyen végzett.
Ezt követően az orosz válogatottban szerepelt, és 2000-ben ezüstérmet, négy évvel később pedig bronzérmet nyert az ötkarikás játékokon. Az orosz csapattal Európa-bajnokságon és világbajnokságon is szerzett egy-egy bronzérmet.

## Család
Nős, egy fia és egy lánya van.